# 瓦斯莱
瓦斯莱（法語：Vasselay，法語發音：[vaslɛ]）是法国谢尔省的一个市镇，位于该省中部，属于布尔日区。

## 地理
瓦斯莱（47°9'28"N, 2°23'18"E）面积20.21 平方千米，位于法国中央-卢瓦尔河谷大区谢尔省，该省份为法国中部省份，北起卢瓦雷省，西接卢瓦-谢尔省和安德尔省，南至克勒兹省，东南接阿列省，东临涅夫勒省。
与瓦斯莱接壤的市镇（或旧市镇、城区）包括：布尔日、菲西、圣杜尔沙、圣埃卢瓦德日、穆隆河畔圣乔治、圣马丹多克西尼。

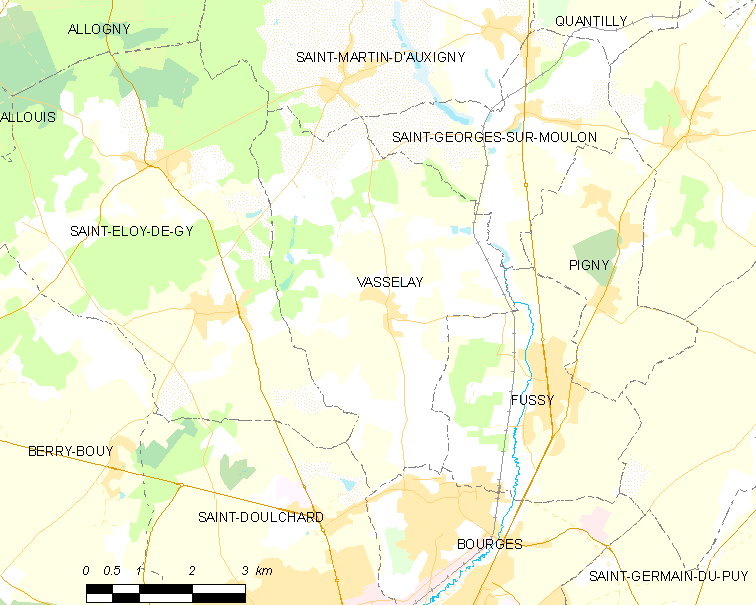
瓦斯莱的OSM定位图

瓦斯莱的时区为UTC+01:00、UTC+02:00（夏令时）。

## 行政
瓦斯莱的邮政编码为18110，INSEE市镇编码为18271。

## 政治
瓦斯莱所属的省级选区为圣马丹多克西尼县。

## 人口

1962-2008年间瓦斯莱人口变化图示

瓦斯莱于2022年1月1日时的人口数量为1569人。